# Quitman, Texas
Quitman là một thành phố thuộc quận Wood, tiểu bang Texas, Hoa Kỳ. Năm 2010, dân số của xã này là 1809 người.

## Dân số
- Dân số năm 2000: 2030 người.
- Dân số năm 2010: 1809 người.